# サンフランシスコ州立大学

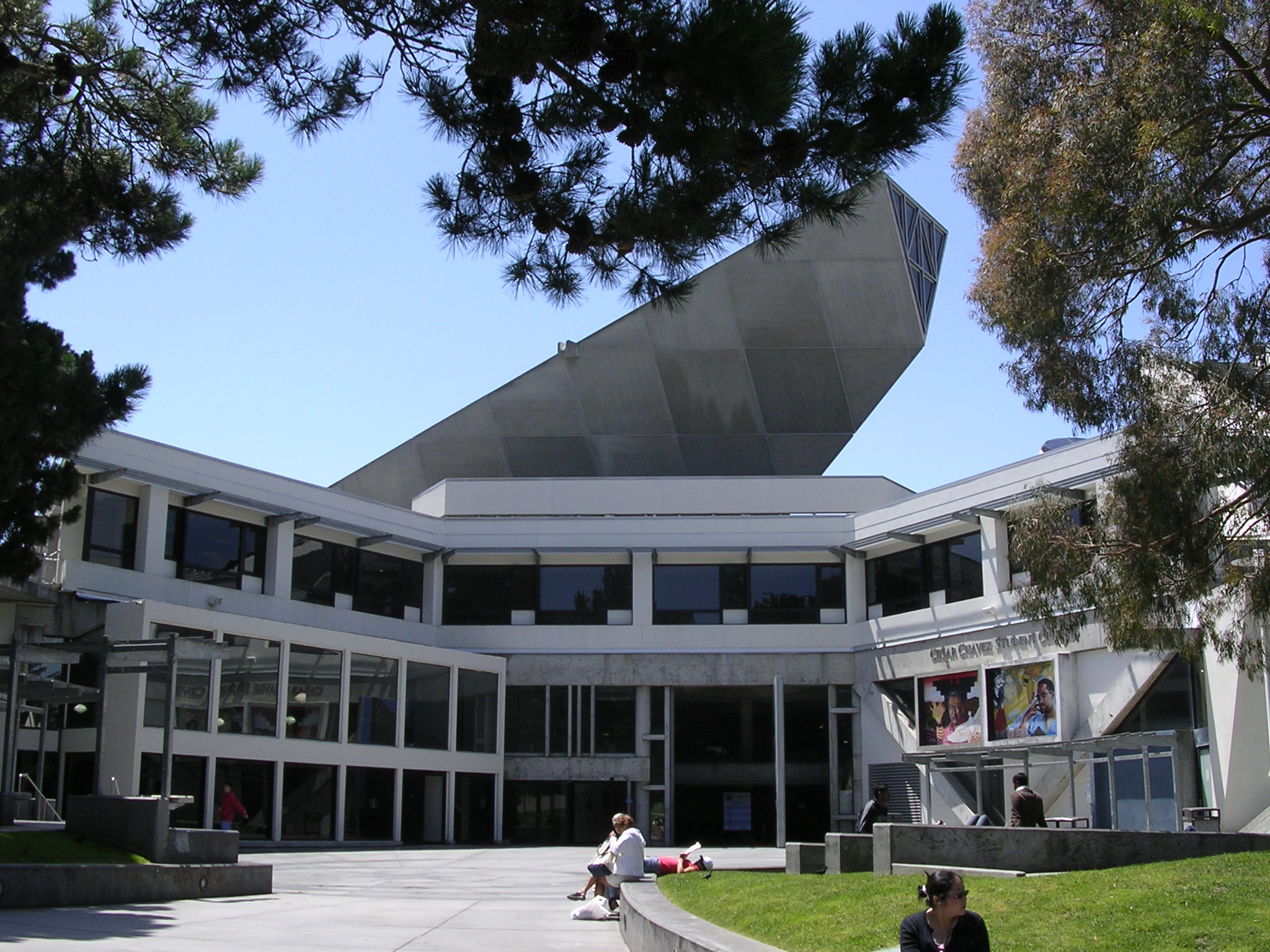
Cesar Chavez Student Center

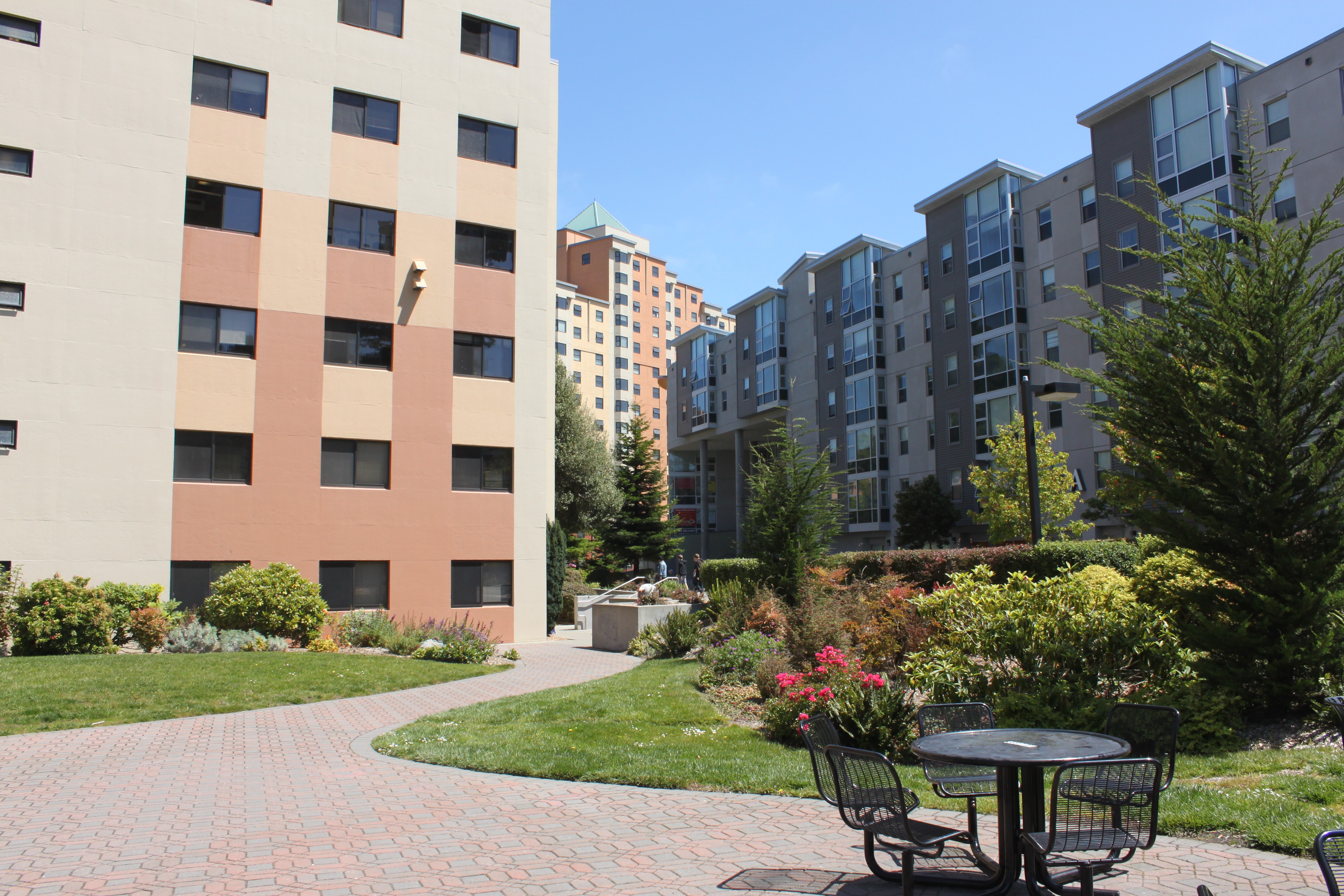
SFSU apartments

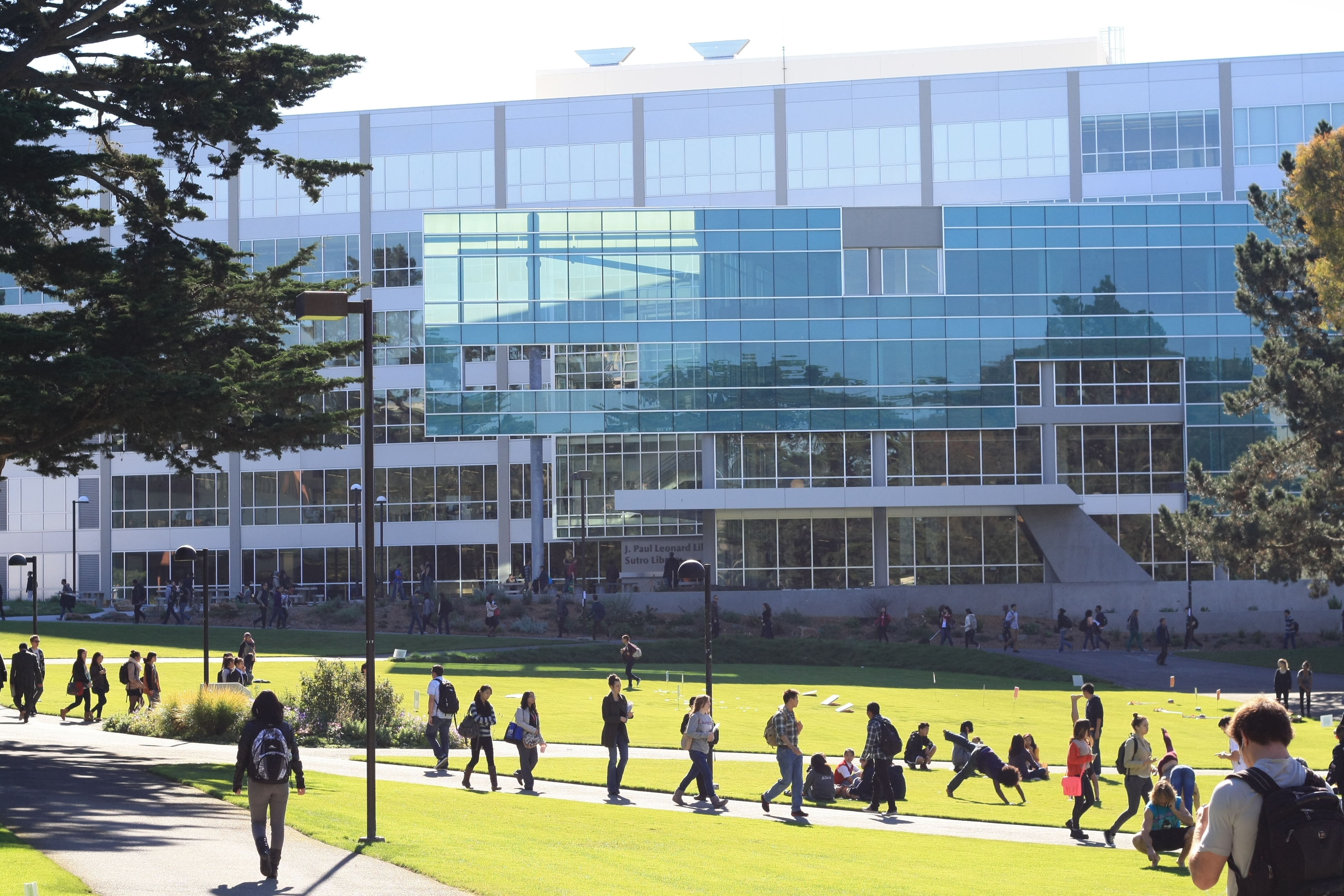
School of Cinema(SFSU映画学校)

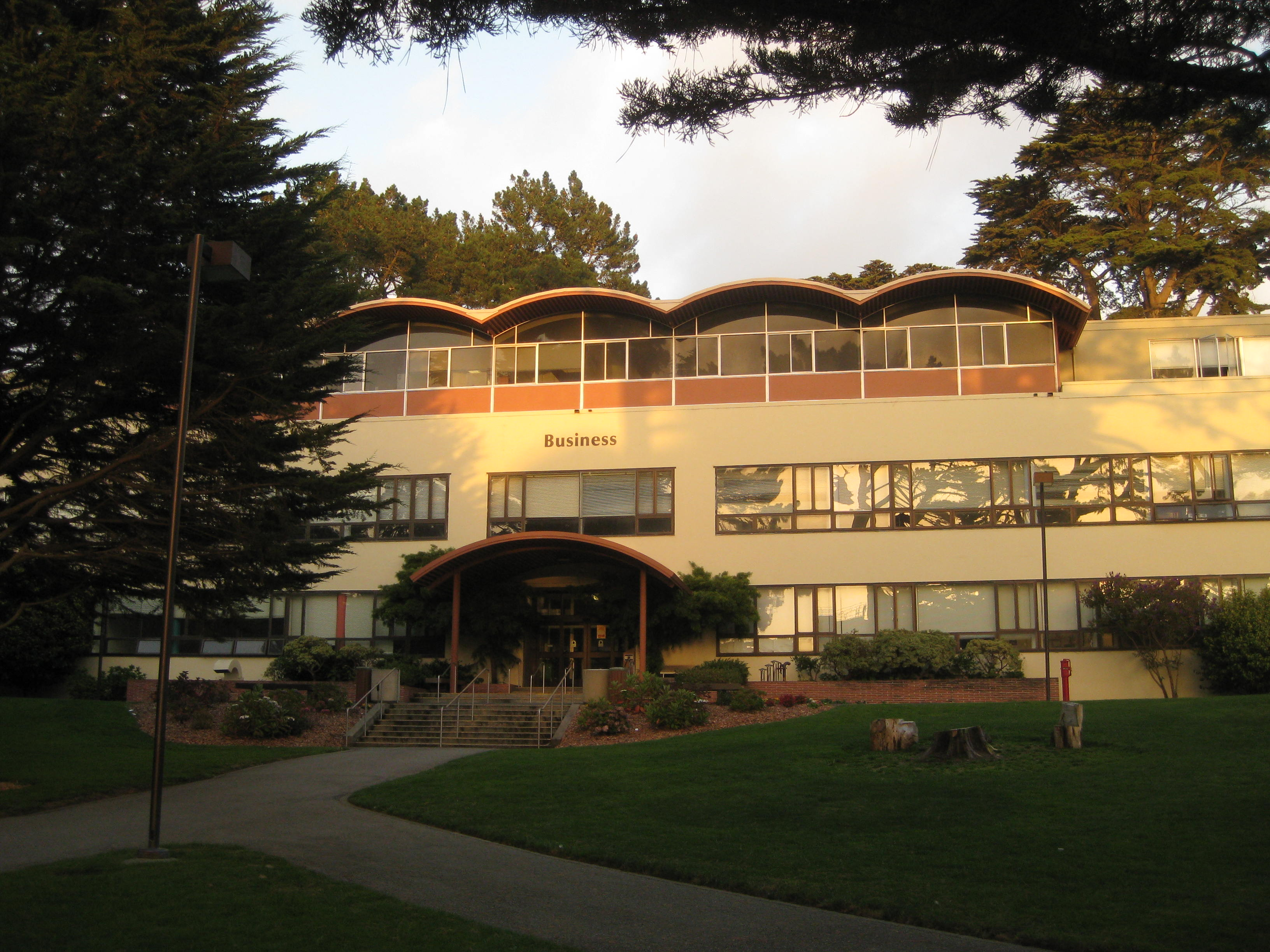
SFSU Business Building

サンフランシスコ州立大学（サンフランシスしゅうりつだいがく、英語: San Francisco State University）は、アメリカ合衆国カリフォルニア州サンフランシスコ市レイクマーセド地区に本部を置くアメリカ合衆国の公立大学。1899年創立、1899年大学設置。大学の略称はSFSU。

## 概要
23あるカリフォルニア州立大学(CSU)機構の支部。1899年に創立。レイクマーセド地区にメインキャンパス、ダウンタウンにビジネススクールキャンパスを構える。学部においては112分野、大学院では96分野のコースとカリフォルニア大学バークレー校、カリフォルニア大学サンフランシスコ校と共同となる4つのコースを提供している。現在、全米各州、世界106ヶ国から約30000人の生徒を抱える。留学生比率が他校に比べて高いのが特徴。

## ランキング
THR（The Hollywood Reporter）ランキング2016で全米映画学校部門TOP25圏内（州立大学では全米TOP5）であり、アメリカ西海岸の州立大学ではUCLAに次ぐ順位となっている。
プリンストンレビュー誌による全米ビジネススクールランキングでは、同校経営大学院（MBA）がGreat Opportunity for Minority Students部門で3位に位置づけられている。
TESOL（Teaching English to Speakers of Other Languages）大学院はその分野において全米で最も優れたプログラムであるとして、頻繁に取り上げられている。また、国際関係学科IR(International Relations)はアメリカでの学問発祥の地として知られ、全米で初めて同学問で学科ができたことで有名である。

## 日本の大学との関わり
明治学院大学国際学部との間で、ダブルディグリー・プログラム協定を締結している。約4.5年～5年で双方の学士を取得することができる。

### 日本の学生交流協定校
- 東京外国語大学
- 名古屋外国語大学
- 京都外国語大学
- 大阪公立大学
- 早稲田大学
- 明治大学
- 青山学院大学
- 明治学院大学
- 東京電機大学
- 獨協大学
- 東洋大学
- 大阪工業大学
- 近畿大学
- 大阪経済大学

## 著名な出身者

### 映画・演劇
括弧内は主な作品
- スティーヴン・ザイリアン - 映画監督・脚本家（シンドラーのリスト、ミッション:インポッシブル）
- マイケル・カーティス - 脚本家・プロデューサー（バック・トゥ・ザ・フューチャー、フレンズ）
- ダニー・グローヴァー - 俳優（ドリームガールズ、リーサル・ウェポン）
- デビッド・キャラダイン - 俳優（キル・ビル）
- アネット・ベニング - 俳優（アメリカン・ビューティー）
- マーガレット・チョー - コメディアン・俳優（フェイス/オフ、セックス・アンド・ザ・シティ）
- ピーター・コヨーテ - 俳優（E.T.、エリン・ブロコビッチ）
- B・D・ウォン - 俳優（セブン・イヤーズ・イン・チベット、ムーラン）
- マイク・ハン - 俳優（怨み屋本舗）
- スティーヴン・オカザキ - 映画監督（ヒロシマナガサキ）
- パット・ジャクソン - 音響効果（イングリッシュ・ペイシェント、フォレストガンプ、トイ・ストーリー、オータム・イン・ニューヨーク、K-19 (映画)、ニュートン・ボーイズ,リプリー (映画)）
- グロリア・ボーダーズ - 音響効果（ターミネーター2）
- アレックス・ボースタイン - 俳優、声優（マッドTV!、ファミリー・ガイ）
- 内田けんじ - 映画監督・脚本家（運命じゃない人、アフタースクール）

### 音楽
- ジョニー・マティス - 歌手
- ケビン・キャドガン（サード・アイ・ブラインド） - ギタリスト・作曲家
- ファット・マイク（NOFX） - ベーシスト
- テリー・ライリー - 作曲家

### 文学
- アン・ライス
- レベッカ・ソルニット
- 高橋三千綱（中退）
- 恩田将葉-ジャーナリスト（1987年卒業）

### スポーツ
- ギルバート・メレンデス - 総合格闘家

### ビジネス
- Stephen M. Wolf…元ユナイテッド航空CEO、USエアウェイズCEO
- Mohan Gyani…元AT&TワイヤレスCEO、Roamware CEO
- Jayshree Ullal…シスコシステムズVice President
- Barry Braverman…ディズニーテーマパークデザイナー
- Andreas Glocker…Sirius Connections創業者
- Gregory Fischbach…Acclaim Entertainment創業者
- Manny Mashouf…bebe Inc.創業者
- Charles Hall…ウォーターベッド発明者

### その他
- Yvonne Cagle（NASA宇宙飛行士）
- Floyd Peters（元NFL選手、コーチ）
- モハンマド・ジャヴァード・ザリーフ（イラン・イスラム共和国外務大臣）